# ماكسيميليانو بيريرو
ماكسيميليانو بيريرو (بالإسبانية: Maximiliano Pereiro)‏ هو لاعب كرة قدم أوروغواياني في مركز الدفاع، ولد في 17 أغسطس 1990 في مونتيفيديو في الأوروغواي. لعب مع رامبلا جونيورز.

## وصلات خارجية
- ماكسيميليانو بيريرو على موقع قاعدة بيانات كرة القدم.إي يو (الإنجليزية)
- ماكسيميليانو بيريرو على موقع Soccerway.com (الإنجليزية)